# Sao Chức Nữ
Sao Chức Nữ (α Lyr / α Lyrae / Alpha Lyrae hay Vega hoặc Sao Bạch Minh) là ngôi sao sáng nhất trong chòm sao Thiên Cầm (Lyra), và là sao sáng thứ 5 trên bầu trời đêm. Nó là sao sáng thứ 2 ở bầu trời phía bắc sau sao Đại Giác, và thông thường có thể nhìn thấy ở gần thiên đỉnh khi quan sát ở các vĩ độ trung bình (40-50) về mùa hè ở bắc bán cầu.
Nó là "ngôi sao gần" cách hệ Mặt Trời chỉ có 25,27 năm ánh sáng, và cùng với sao Đại Giác (Arcturus) và sao Thiên Lang (Sirius), là những ngôi sao "hàng xóm" của Mặt Trời sáng nhất. Sao Chức Nữ là một đỉnh của Tam giác mùa hè.
Lớp quang phổ của nó là A0V (Sao Thiên Lang là A1V, tức là ít mãnh liệt hơn một chút) và nó là sao dãy chính với các phản ứng hạt nhân chuyển hydro thành heli trong lõi của nó. Vì các sao càng mạnh thì sử dụng nguồn nguyên liệu nhiệt hạch càng nhanh, thời gian đang tồn tại của sao Chức Nữ chỉ khoảng 1 tỷ năm, bằng 1/10 của Mặt Trời. Sao Chức Nữ có bán kính 2,5 lần lớn hơn, 3 lần nặng hơn và 50 lần bức xạ mạnh hơn Mặt Trời.
|  |  |

Sao Chức Nữ có một lớp bụi và khí hình chiếc đĩa vây quanh nó, được phát hiện bởi IRAS vào giữa những năm thập niên 1980. Nó hoặc là dấu hiệu của sự hiện diện của các hành tinh hoặc là các hành tinh của nó sẽ sớm được tạo ra. Đĩa mẫu hành tinh, như có thể suy ra từ tên gọi của nó, được tin là sẽ dẫn đến sự hình thành của các hành tinh nhưng cũng có thể tồn tại một thời gian dài sau khi các hành tinh đã hình thành nếu không có các hành tinh khí khổng lồ giống như Sao Mộc.
Vào khoảng năm 14.000, sao Chức Nữ sẽ trở thành Sao Bắc cực, do hiện tượng tuế sai của các điểm phân. Xem bài Polaris để có thêm thông tin.
Các nhà thiên văn học chuyên nghiệp sử dụng sao Chức Nữ để xác định thang độ sáng tuyệt đối. Khi thang độ sáng được quy định thì giá trị cường độ sáng của sao Chức Nữ rất gần với 0. Vì thế độ sáng biểu kiến của Chức Nữ, theo định nghĩa, được chọn là bằng 0 trên mọi bước sóng (nó không được sử dụng gần đây do độ sáng biểu kiến ngày nay chủ yếu được định nghĩa theo thuật ngữ của thông lượng chiếu xạ từ sao). Nó cũng có phổ điện từ tương đối phẳng trong vùng ánh sáng (các bước sóng từ 350 đến 850 nanomét, phần lớn các bước sóng này mắt người có thể cảm nhận được), vì thế thông lượng là xấp xỉ bằng 2000-4000 Jy. Thông lượng bức xạ của Chức Nữ giảm nhanh chóng trong khu vực hồng ngoại, và nó xấp xỉ 100 Jy ở bước sóng khoảng 5 micromét.
Sao Chức Nữ là chủ thể của nhiều cái 'đầu tiên' trong Thiên văn học; năm 1850 nó là ngôi sao đầu tiên được chụp ảnh, năm 1872 nó là ngôi sao đầu tiên có quang phổ được ghi lại. Nó cũng được tranh cãi có phải ngôi sao đầu tiên được đo lại biến đổi vị trí góc của mình, trong các thực nghiệm đầu tiên của Friedrich Struve năm 1837. Cuối cùng, nó là ngôi sao đầu tiên có loại xe ô tô được đặt tên theo, khi Chevrolet sản xuất xe 'Vega' năm 1971.
Trong tiếng nước ngoài, tên gọi Vega có nguồn gốc từ tiếng Ả Rập - từ waqi có nghĩa là "rơi rụng", trong thành ngữ نسر الواقع an-nasr al-wāqi‘ có nghĩa là "chim kền kền rơi". Là một phần của chòm sao Thiên Cầm (Lyra) nó tượng trưng cho chuỗi ngọc quý trên thân cây đàn cầm.

## Ngoại hành tinh quay quanh ngôi sao mẹ xuất hiện

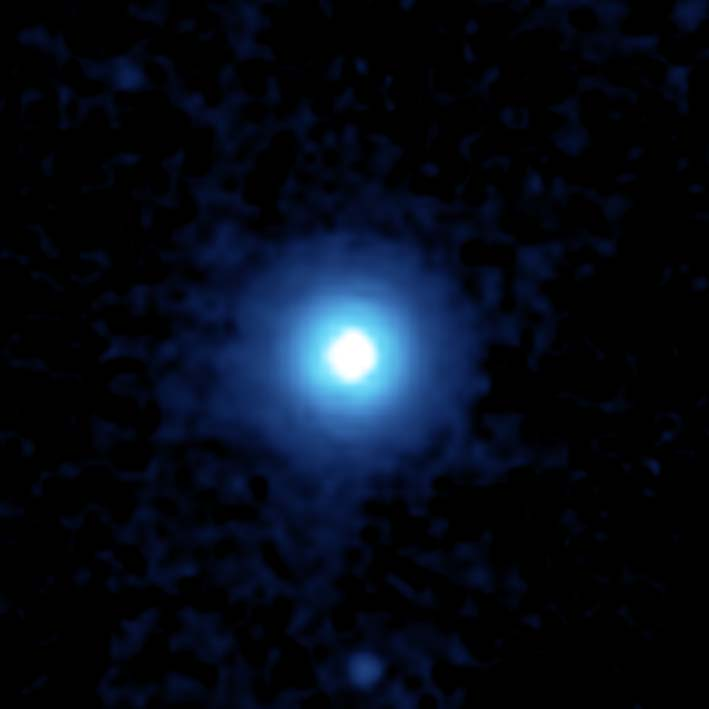
Một tia hồng ngoại giữa (24 μm) hình ảnh của đĩa mảnh vụn xung quanh Vega

| Thiên thể đồng hành (thứ tự từ ngôi sao ra) | Khối lượng | Bán trục lớn (AU) | Chu kỳ quỹ đạo (ngày) | Độ lệch tâm | Độ nghiêng | Bán kính |
| ------------------------------------------- | ---------- | ----------------- | --------------------- | ----------- | ---------- | -------- |
| b (chưa xác nhận)                           | ≥219±51 M🜨 | 004555±000053     | 242977±000016         | 025±015     | —          | —        |
| Đĩa sao                                     | 86–815 AU  | 86–815 AU         | 86–815 AU             | 86–815 AU   | 6.2?°      | —        |

### Các hành tinh có thể
Các quan sát từ Kính viễn vọng James Clerk Maxwell vào năm 1997 cho thấy một "vùng sáng trung tâm kéo dài" đạt đỉnh 9″ (70 AU) về phía đông bắc của Vega. Điều này được giả thuyết là một hành tinh nhiễu loạn đĩa bụi hoặc một vật thể quay quanh quỹ đạo bị bao quanh bởi bụi. Tuy nhiên, hình ảnh của kính thiên văn Keck đã loại trừ một người bạn đồng hành có cường độ xuống tới 16 độ richter, tương ứng với một thiên thể có khối lượng gấp 12 lần Sao Mộc. Các nhà thiên văn tại Trung tâm Thiên văn Liên hợp ở Hawaii và tại UCLA cho rằng hình ảnh có thể chỉ ra một hệ hành tinh vẫn đang trong quá trình hình thành.
Việc xác định bản chất của hành tinh không hề đơn giản; một bài báo năm 2002 đưa ra giả thuyết rằng các đám đông là do một hành tinh có khối lượng gần bằng Sao Mộc trên một quỹ đạo lệch tâm. Bụi sẽ tập hợp trong các quỹ đạo có cộng hưởng chuyển động trung bình với hành tinh này - nơi chu kỳ quỹ đạo của chúng tạo thành các phân số nguyên với chu kỳ của hành tinh - tạo ra sự kết tụ.

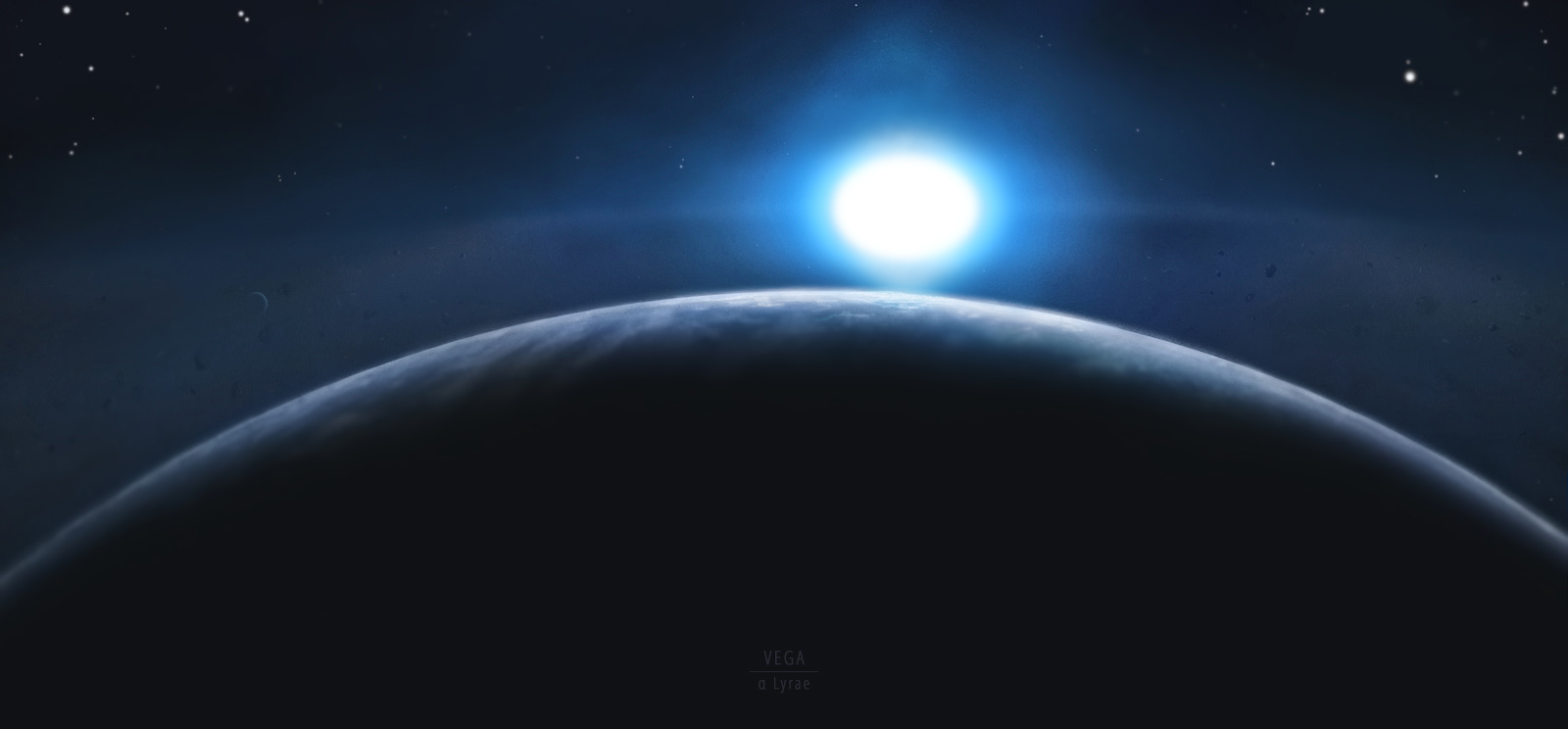
Ấn tượng của hoạ sĩ Vega b

Vào năm 2021, một bài báo phân tích quang phổ 10 năm của Vega đã phát hiện ra một tín hiệu ứng cử viên 2,43 ngày xung quanh Vega, theo thống kê ước tính chỉ có 1% khả năng là dương tính giả. Xem xét biên độ của tín hiệu, các tác giả ước tính khối lượng tối thiểu là 21,9 ± 5,1 M🜨, nhưng xem xét sự quay rất xiên của chính Vega chỉ 6,2° từ góc nhìn của Trái Đất, hành tinh cũng có thể thẳng hàng với mặt phẳng này, tạo cho nó khối lượng thực tế là 203 ± 47 M🜨. Các nhà nghiên cứu cũng phát hiện ra một 196,4 1,6-1,9 tín hiệu mà có thể khối lượng gấp 80 ± 21 M🜨 (740 ± 190 ở độ nghiêng 6,2°) nhưng quá mờ để khẳng định là tín hiệu thực với dữ liệu có sẵn.

## Khoa học viễn tưởng
- Trong tiểu thuyết khoa học viễn tưởng của Carl Sagan Contact, và trong phim cùng tên do chuyển thể từ tác phẩm này, Trái Đất đã nhận được các thông điệp từ mạng truyền tín hiệu ngoài Trái Đất quay xung quanh Vega.
- Trong trò chơi nhập vai Traveller hệ hành tinh gần Vega có loài sinh vật sinh sống có tên gọi chung là Vegan. Họ quản lý một khu vực tự trị trong đế chế Imperium với bán kính vài parsec xung quanh Vega.
- Trong trò chơi điện tử của Commodore 64 có tên gọi HOMER, một phần câu chuyện là việc di cư của loài người tới Vega.
- Trong tiểu thuyết của Robert Heinlein Have Spacesuit, Will Travel, Vega là chủ nhà của một hành tinh có nền văn minh cao - là đại diện và người phụ trách trong khu vực thuộc Liên bang Ba Thiên Hà và là người giám hộ loài người sau khi Ba Thiên Hà phát hiện ra loài người.
- Trong Star Trek có nói đến thuộc địa của loài người nằm trong hệ thống sao Vega.
- Trong tiểu thuyết Foundation của Isaac Asimov, Vega là hệ thống trung tâm của Galactic Empire, và trong đó có hành tinh Trantor.
- Trong series Kamen Rider Den-O của Toei Company, nhân vật Kamen Rider Zeronos sử dụng 2 form  là Altair Form(Ngưu Lang) và Vega Form(Chức Nữ) cùng với cộng sự Deneb của mình tạo thành tam giác mùa hè.

## Thông số
- Độ lên thẳng cực bắc (J2000): 18h36m56,3s
- Độ nghiêng (J2000): +38°47'01"
- Khoảng cách tới Trái Đất: 25,3 năm ánh sáng
- Parallax: 0,133"
- Độ sáng biểu kiến trong hệ thống hiện đại: 0,03
- Độ sáng biểu kiến trong hệ thống cũ: 0 theo định nghĩa
- Độ sáng tuyệt đối: 0,58
- Dạng quang phổ: A0Va
- Khối lượng: 3 lần Mặt Trời
- Bán kính: 2,5 lần Mặt Trời
- Độ chói: 50 lần Mặt Trời

## Các tên gọi khác
Trong các ngôn ngữ khác, sao Chức Nữ còn được gọi là:
- Tiếng Anh: The Falling Eagle, The Harp Star, Wega (dịch một cách chính xác hơn từ nguyên văn tiếng Ả Rập)
- Tiếng Akkad: Tir-anna, dịch nghĩa: "Cuộc sống trên thiên đường"
- Tiếng Babylon: Dilgan, dịch nghĩa: "Sứ giả ánh sáng"
- Tiếng Trung Quốc: 織女 (Hán-Việt: Chức Nữ), dịch nghĩa: "Nàng tiên dệt".
- Tiếng Hy Lạp: Allore
- Tiếng Sanskrit: Abhijit, dịch nghĩa: "Chiến thắng"
- Tiếng Latinh: Fidis, dịch nghĩa: "đàn Lyre" hay "đàn cầm"

Trong khoa học, sao Chức Nữ được gọi là:
- HD 172167
- HR 7001

## Huyền thoại
- Sao Ngưu Lang